# Saison 2002-2003 de l'Élan sportif chalonnais
Saison 2002-2003 de l'Élan chalon en Pro A, avec une dixième place pour sa septième saison dans l'élite. 

## Effectifs
| Nationalité | Joueur            | Taille |
| ----------- | ----------------- | ------ |
|             | Udonis Haslem     | 2,03 m |
|             | Laurent Pluvy     | 1,83 m |
|             | Stanley Jackson   | 1,94 m |
|             | Dragan Vukcevic   | 2,01 m |
|             | Luc-Arthur Vebobe | 2,00 m |
|             | Corey Crowder     | 1,95 m |
|             | Willem Laure      | 2,02 m |
|             | James Scott       | 1,98 m |
|             | David Robinson    | 2,06 m |

| Nationalité | Joueur          | Taille |
| ----------- | --------------- | ------ |
|             | Mickael Mokongo | 1,78 m |
|             | Manourou Gakou  | 2,00 m |
|             | Thabo Sefolosha | 1,99 m |

| Nationalité | Joueur                | Taille |
| ----------- | --------------------- | ------ |
|             | Casey Calvary (coupé) | 2,03 m |
|             | Tim Nees (coupé)      | 2,08 m |

## Matchs

### Matchs amicaux
Avant saison

### Championnat

#### Matchs aller
- Chalon-sur-Saône / Vichy : 76-77
- Hyères-Toulon / Chalon-sur-Saône : 71-84
- Chalon-sur-Saône / Pau-Orthez : 77-88
- Bourg-en-Bresse / Chalon-sur-Saône : 81-71
- Chalon-sur-Saône / Roanne : 86-76
- Dijon / Chalon-sur-Saône : 83-69
- Chalon-sur-Saône / Lyon-Villeurbanne : 65-91
- Le Havre / Chalon-sur-Saône : 82-63
- Chalon-sur-Saône / Gravelines Dunkerque : 75-73
- Nancy / Chalon-sur-Saône : 91-89
- Chalon-sur-Saône / Cholet : 79-78
- Limoges / Chalon-sur-Saône : 86-68
- Chalon-sur-Saône / Le Mans  : 82-90
- Paris / Chalon-sur-Saône : 79-74
- Strasbourg / Chalon-sur-Saône : 73-66

#### Matchs retour
- Chalon-sur-Saône / Hyères-Toulon : 85-80
- Pau-Orthez / Chalon-sur-Saône : 102-63
- Chalon-sur-Saône / Bourg-en-Bresse : 63-73
- Roanne / Chalon-sur-Saône : 104-86
- Chalon-sur-Saône / Dijon : 80-96
- Lyon-Villeurbanne / Chalon-sur-Saône : 89-74
- Chalon-sur-Saône / Le Havre : 81-66
- Gravelines / Chalon-sur-Saône : 80-58
- Chalon-sur-Saône / Nancy : 57-74
- Cholet / Chalon-sur-Saône : 69-84
- Chalon-sur-Saône / Limoges : 89-82
- Le Mans / Chalon-sur-Saône : 88-67
- Chalon-sur-Saône / Paris : 71-66
- Chalon-sur-Saône / Strasbourg : 84-63
- Vichy / Chalon-sur-Saône : 68-76

Extrait du classement de Pro A 2002-2003